# ネオ・ヨキオ
ネオ・ヨキオは、アメリカのロックバンドヴァンパイア・ウィークエンドのEzra Koenigによって制作され、日本のアニメスタジオProduction IGとStudio Deenによって制作された日米共同制作のアニメテレビ番組。2017年9月22日にNetflixでシーズン1（全6話）が公開、 2018年12月7日にクリスマススペシャルとしてネオ・ヨキオピンククリスマス（全1話）が公開された。

## 概要
Netflixのプレスリリースは、ネオ・ヨキオは「世界最高の都市」であり、19世紀に悪魔の攻撃から都市を守った魔術師たちが社会の上流階級としての地位を得て、"マジェストクラット（悪魔祓い）"として知られるようになった現代のニューヨークのパラレルワールド、と説明している。シリーズは裕福で虚栄心の強いマジェストクラットであるカズ・カーンと彼のメカ執事チャールズ（ Jude Law ）を中心に展開する。カズは街のファッショニストとして退屈でデカダンな人生のバランスを取りながら、厳格な叔母アガサ（ スーザン・サランドン ）の元、悪魔祓いの仕事をこなす。
カズは恋人である銀行投資家のキャシー（ Alexa Chung ）と別れたばかりで、感傷に浸る日々。友人のレクシー（The Kid Mero ）とゴットリープ（Desus ）と上流階級としての暮らしだけをしていたいと考えている。  彼のライバルはカズを〝成り上がり"と見くびる名門貴族の末裔アルカンジェロ・コレッリ（ ジェイソンシュワルツマン ）で、ふたりは街に巨大な電光掲示板の形で公示されたネオ・ヨキオの「結婚したい独身男性ランキング」の1位の座を争っている
元ファッションブロガーのヘレナ・セントテソロ（ Tavi Gevinson ）は、1話で彼女のシャネルのスーツに憑りついた悪魔を退治したカズと再開し、親密になる。  しかし、悪魔に憑りつかれたことをきっかけにへレナはネオ・ヨキオと資本主義システムに幻滅し、引きこもり、反資本主義活動家となり、ファッションと社会的地位にしか興味のないカズと相対する存在となる。

## 登場人物・声の出演
| 原語版声優                 | 登場人物                 | 日本語吹き替え | 登場             |
| 原語版声優                 | 登場人物                 | 日本語吹き替え | シーズン1        |
| -------------------------- | ------------------------ | -------------- | ---------------- |
| ジェイデン・スミス         | カズ・カーン             | 間島淳司       | レギュラー・主演 |
| ジュード・ロウ             | チャールズ               | 間宮康弘       | レギュラー・主演 |
| タヴィ・ゲヴィンソン       | ヘレナ・セントテソロ     | 折井あゆみ     | レギュラー・主演 |
| スーザン・サランドン       | アガサ叔母さん           | 寺依沙織       | レギュラー・主演 |
| en:The Kid Mero            | レクシー                 | 遠藤純平       | レギュラー・主演 |
| en:Desus                   | ゴットリープ             | 関雄           | レギュラー・主演 |
| ジェイソン・シュワルツマン | アルカンジェロ・コレッリ | 本城雄太郎     | レギュラー・主演 |
| リチャード・アイオアディ   | ハーバート・シムズ       | 不明           | 準レギュラー     |
| アレクサ・チャン           | キャシー                 | まつだ志緒理   | 準レギュラー     |
| ウィロー・スミス           | ヘレニストたち           | おまたかな     | 準レギュラー     |
| キーナン・シプカ           | ヘレニストたち           | まつだ志緒理   | 準レギュラー     |
| アマンドラ・ステンバーグ   | ヘレニストたち           | 不明           | 準レギュラー     |
| ジョン・ディマジオ         | 端役                     | 不明           | 準レギュラー     |
| en:Peter Serafinowicz      | 端役                     | 不明           | 準レギュラー     |
| スティーヴ・ブシェミ       | リメンブランサー         | 志賀麻登佳     | ゲスト           |
| en:Annet Mahendru          | ミラ・マレーヴィチ       | おまたかな     | ゲスト           |
| アイク・バリンホルツ       | ジェフリー               | 竜門睦月       | ゲスト           |
| スティーヴン・フライ       | 校長                     | 木内太郎       | ゲスト           |
| en:Katy Mixon              | セイラー・ペルグリーノ   | 壹岐紹未       | ゲスト           |
| ニコ・マーリー             | ミューリー先生           | 竜門睦月       | ゲスト           |
| en:Frank Vincent           | アルバート叔父さん       | 木内太郎       | ゲスト           |
| レイ・ワイズ               | 墓参り中の老人男性       | 不明           | ゲスト           |
| Ben Jones                  | マクスウェル館長         | 志賀麻登佳     | ゲスト           |
| David Macklovitch          | デイヴ・ワン             | 不明           | ゲスト           |
| Simon Hammerstein          | Himself                  | 不明           | ゲスト           |
| Kimberly Nichole           | Herself                  | 不明           | ゲスト           |

## 制作と公開
ネオ・ヨキオは、2015年のAnime ExpoでのProduction IGのパネルで、タイトルなしで最初に発表された。このシリーズは当初その年の初めにFoxネットワークから姉妹ケーブルネットワークFXXに移行したばかりであったFoxのAnimation Domination High-Defの深夜枠の一部として制作される予定だった。このシリーズに関するこれ以上の詳細は発表されておらず、Animation Domination High-Defは2016年に営業を終了した。
2017年9月7日、 Netflixは、未発表のネオ・ヨキオシリーズを買収し、それをNetflixのオリジナルシリーズとして配信することを発表した。
シリーズのシーズン１は全6エピソードで、2017年9月22日に公開された。2018年2月、ケーニヒはシーズン2については確認しなかったが、今後予定されているコンテンツはもっとあるだろうと示唆した。2018年12月7日、ネオ・ヨキオ クリスマススペシャルが発売された。

## エピソード
| シーズン | シーズン | エピソード | もともと放映     | もともと放映     |
| シーズン | シーズン | エピソード | 最初に放映された | 最後に放映された |
| -------- | -------- | ---------- | ---------------- | ---------------- |
|          | 1        | 6          | 2017年9月22日    | 2017年9月22日    |

### シーズン1（2017）
| 話数 | タイトル                                                                                        | 監督     | 脚本                                                        |
| ---- | ----------------------------------------------------------------------------------------------- | -------- | ----------------------------------------------------------- |
| 1    | 14丁目の下の海 (The Sea Beneath 14th St.)                                                       | 古橋一浩 | エズラ・クーニグ (story) en:Nick Weidenfeld (screenplay)    |
| 2    | 最高のポップスター (Pop Star of Infinite Elegance)                                              | 古橋一浩 | エズラ・クーニグ (story) en:Nick Weidenfeld (screenplay)    |
| 3    | ああ… ヘレニスト (O, the Helenists...)                                                          | 西村純二 | エズラ・クーニグ                                            |
| 4    | ハンプトンズの水の魔術 (Hamptons Water Magic)                                                   | 西村純二 | エズラ・クーニグ                                            |
| 5    | ソビエトから来たレーサー (The Russians? Exactly, the Soviets.)                                  | 古橋一浩 | エズラ・クーニグ (story) アレクサンダーベナイム(screenplay) |
| 6    | ネオ・ヨキオ・グランプリ (I'm Starting to Think Neo Yokio's Not the Greatest City in the World) | 古橋一浩 | エズラ・クーニグ                                            |

### ネオ・ヨキオ：ピンク・クリスマス（2018）
2018年10月9日にネットフリックスは、ネオ・ヨキオのクリスマススペシャル番組を2018年12月7日公開予定と発表した。トレーラーは2018年10月、2018年11月、と2018年12月3日に公開。2018年12月7日にネオ・ヨキオ：ピンク・クリスマスというタイトルの1時間のスペシャル番組として公開された。
ネオ・ヨキオ：ピンク・クリスマスで主人公のカズ・カーンはネオ・ヨキオの街を脅かす巨大なクリスマスツリーの悪魔から街を守らなけばならない。彼はまた街の一大行事である秘密のサンタ大会、彼の叔母でありアガサの双子の姉妹であるアンジェリークによる訪問、そしてアルカンジェロの企みに振り回される。
スペシャルではゲスト声優としてジェイミー・フォックスが参加。
ジェイデン・スミス、スーザン・サランドン、ジュード・ロウ、ジェイソン・シュワルツマンもシーズン1に引き続き続投する。作中では、エズラ・クーニグによるオリジナルの新曲「Friend Like You」が複数回流れる。

## 日本語版スタッフ
吹替翻訳：矢野真弓、内田貴子、井元智晶、浅野倫子
字幕翻訳:田邉拓郎、野口奈緒
演出：岩田敦彦